# Шубинка (река, впадает в Рудничное озеро)
Шубинка — река в России, протекает по территории Оренбургского района Оренбургской области. Устье реки — озеро Рудничное. Длина реки — 12 км.

## Данные водного реестра
По данным государственного водного реестра России относится к Уральскому бассейновому округу, водохозяйственный участок реки — Урал от города Орск до впадения реки Сакмара, речной подбассейн реки — отсутствует. Речной бассейн реки — Урал (российская часть бассейна).
Код объекта в государственном водном реестре — 12010000812112200004744.